# 하마초역
하마초역(일본어: 浜町駅, はまちょうえき)은 일본 도쿄도 주오구에 있는 철도역이다. 부역명은 메이지자 앞이다.

## 타는 곳
섬식 승강장 1면 2선의 지하역이다.
개찰구는 지하 1층, 승강장은 지하 3층에 위치한다.
| 1 | 도영 지하철 신주쿠 선 | 진보초·신주쿠·사사즈카·하시모토 방면 |
| 2 | 도영 지하철 신주쿠 선 | 모토야와타 방면                      |

## 역 출구

### A1 출입구
- 히가시니혼바시 1,2초메
- 니혼바시하마초 1,2초메
- 하마초 공원
- 하마초 발착장

### A2 출입구
- 니혼바시하마초 2,3초메
- 니혼바시닌교초 2초메
- 메이지자
- 하마초 공원
- 신니혼바시
- 주오 구립 종합 스포츠 센터
- 가고메 도쿄 본사

## 역사
- 1978년 12월 21일: 영업 개시.

## 인접한 역
| 도쿄 도 교통국 신주쿠 선        | 도쿄 도 교통국 신주쿠 선          | 도쿄 도 교통국 신주쿠 선      |
| ------------------------------- | --------------------------------- | ----------------------------- |
| S 09 바쿠로요코야마 신주쿠 방면 | 신주쿠 선 통근쾌속 쾌속 각역 정차 | 모리시타 S 11 모토야와타 방면 |